# Pedro Nuvem
Pedro Nuvem é um músico, cantautor português. Começou a tocar baixo aos doze anos (1996) com os Nuke. Foi membro fundador de diversas bandas de estilo punk, como os Convicção (1997) ou os Time to Claim (1999) com quem gravou demos não editadas. Atualmente desenvolve uma carreira a solo, tendo editado um álbum intitulado Time is Never Enough (2008), participando em outros projetos como os Nao Complika com que gravou o álbum Power Mel em 2011.

## Discografia (Pedro Nuvem)
- 2008 - Time is Never Enough (CD)

## Discografia (outros projectos)
- 2011 - Power Mel (CD)